# ジュリア (セサミストリート)
ジュリア（Julia）は、セサミストリートのキャラクター。

## 設定
自閉症を持つ4歳の女の子、ボブカット型の赤髪と緑色の目が特徴の美少女で、薄いピンクのTシャツ、緑色のズボン、黒い靴の上にドレスシャツを着ている。うさぎのぬいぐるみ「フラッフスター」が大親友であり、どこへ行くにも一緒。
ジュリアは2017年4月10日放送のエピソード「ジュリアの紹介（meet Julia）」で初登場、女優のステイシー・ゴードンが演じている。

## 担当声優
- 竹田佳央里（YouTube版、U-NEXT版）

吹き替え版は、NHK Eテレのバリバラ〜障害者情報バラエティー〜（2018年2月11日放送分）で紹介されたのが最初である。